# Elchanan Zeitlin
Elchanan Zeitlin (geboren 15. März 1902 in Rahatschou, Russisches Kaiserreich; gestorben 15. Dezember 1941 in Warschau) war ein polnischer Journalist und Schriftsteller. 

## Leben
Elchanan Zeitlin war ein Sohn des Schriftstellers Hillel Zeitlin und der Esther Kunin, ein Bruder war der Schriftsteller Aaron Zeitlin (1898–1973). 1920/21 hielten er und sein Bruder Aaron sich in Palästina auf. Er begann in Warschau ein Medizinstudium, das er aber abbrach. Zeitweise war er Mitglied der Folkspartei. Ab 1926 war Zeitlin Journalist und Mitherausgeber der jiddischen Tageszeitung Undzer ekspres. Er schrieb auch für die Zeitschriften Globus und Literarishe bleter. 1931 veröffentlichte er einen kleinen Gedichtband unter dem Titel A bikhele lider. Er veröffentlichte 1937 den ersten Band einer literarischen Autobiografie, das Manuskript für den zweiten Band ging nach Kriegsbeginn verloren. 
Zeitlin floh 1939 nach der Eroberung Polens nach Lemberg, das der Sowjetunion zugeschlagen worden war. Als auch dieses 1941 von den Deutschen erobert wurde, kehrte er nach Warschau zurück und starb im Warschauer Ghetto an den Haftbedingungen. Auch sein Vater starb 1942 im Warschauer Zwangsghetto, während seinem Bruder die 

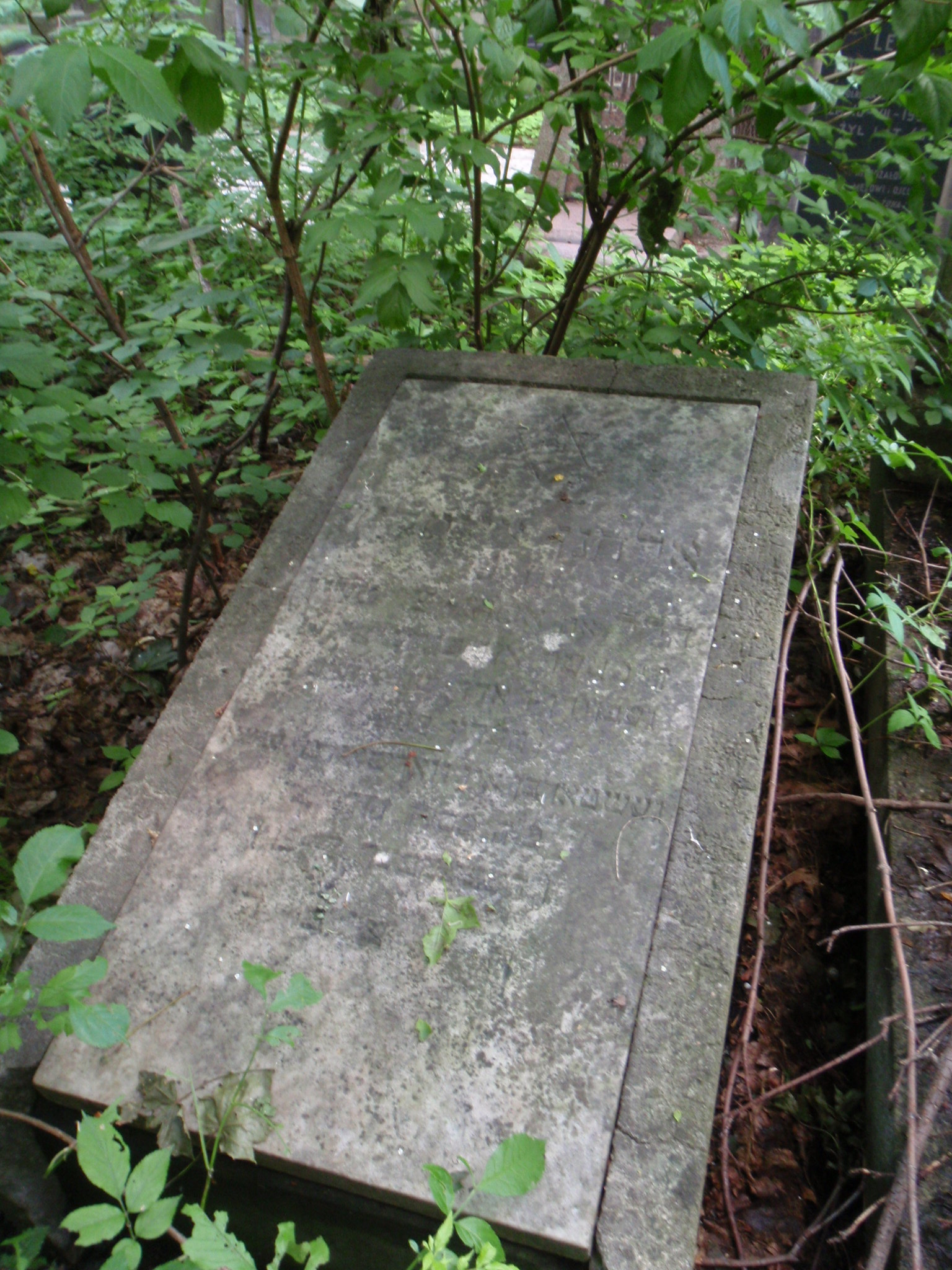
Grab auf dem Jüdischen Friedhof in Warschau

Emigration in die USA gelang. 

## Werke (Auswahl)
- Dos cijonisze Erec Jisroel in licht fun perzenłeche beobachtungen [Das zionistische Eretz Israel im Lichte persönlicher Beobachtungen]. 1922
- A bikhele lider [Liederbuch]. Lyrik. Warschau, 1931
- In a literarisher shtub [In einem literarischen Haus]. Autobiografie. 1937
- Bukh un bine [Buch und Bühne]. Essays über das Theater. 1939